# Via Sant'Euplio
La via Sant'Euplio, anticamente detta Strada delle Fosse o semplicemente Fosse a causa delle numerose tombe di epoca antica qui presenti, è una strada del centro storico di Catania, parallela di via Etnea che inizia da Piazza della Borsa e finisce in via Antonino Longo.
All'inizio della strada vi sono i resti della Chiesa di Sant'Euplio, dedicata al compatrono della città, distrutta in un bombardamento degli Alleati durante la seconda guerra mondiale l'8 luglio 1943 e non più ricostruita nello stesso sito, di cui sono tuttavia visibili i resti. Lungo la strada sono ubicati il Teatro Metropolitan, realizzato nel secondo dopoguerra ed il Palazzo delle Poste. La strada prese forma nella sua lunghezza odierna solo a partire dal 1932, quando venne realizzato il tunnel artificiale che sottopassa il Giardino Bellini, in corrispondenza della fontana. Prima di tale data infatti la strada terminava all'altezza dell'edificio postale in un ampio slargo dove si apriva un teatro aperto chiamato Arena Pacini, demolito nel 1936.